# Harvard Ukrainian Research Institute
Harvard Ukrainian Research Institute (HURI) – instytut badawczy związany z Harvard University zajmujący się ukrainoznawstwem (historią, kulturą, polityką Ukrainy, językiem ukraińskim). Inne obszary badań obejmują: ukraińską literaturę, archeologię, sztukę, ekonomię i antropologię. Został  formalnie założony w 1973 przez Omeljana Pritsaka, Ihora Ševčenkę oraz innych uczonych ukraińskich z USA. Funkcjonuje jako punkt kontaktowy dla studentów i absolwentów, stypendystów i profesorów oraz zapewnia pomoc w ich badaniach. Przed przystąpieniem do tworzenia tej instytucji, jej założyciele organizowali cotygodniowe seminaria w języku ukraińskim. Posiada jedną z największych kolekcji ukraińskich książek na Zachodzie (własna kolekcja oraz zbiory przechowywane w bibliotekach Uniwersytetu Harvarda.
Główny celem HURI były pierwotnie porównawcze badania Ukrainy w kontekście europejskim: z jednej strony z perspektywy Bizancjum, z drugiej zaś strony kontaktów z Polską. HURI prowadzi też Harvard Ukrainian Summer Institute, który oferuje kursy wakacyjne na różnych tematy związane z Ukrainą.  W ciągu ostatnich kilku lat następuje powolna modyfikacja celów: ważne miejsce zajmuje odtąd współczesna historia Ukrainy oraz badanie wielkiego głodu na Ukrainie.
HURI Jest również wydawcą Harvard Ukrainian Journal Studies (od roku 1977- obecnie nieregularnie) i szeregu publikacji książkowych, w tym w serii „Harvard Ukrainian Studies” i „Harvard Library of Early Ukrainian Literature”.